# 공적자금
공적 자금(公的資金,Public fund)은 부실 경영에 빠진 금융 기관의 구조조정을 위한 정부 자금을 말한다.

## 요약
거래 기업이 부도가 나서 기업 여신을 회수하지 못하는 부실 채권이 많은 은행의 경영난을 해소하기 위한 재정자금인 셈이다. 정부는 공적 자금을 이용해 은행의 부실 채권을 낮은 가격으로 사들이고 출자를 통하여 은행이 재기할 수 있도록 조력을 제공한다.
공적 자금은 정부 예산에서 항목을 따로 지정하여 직접적으로 투입하는 것이 아니라 한국자산관리공사의 부실채권정리기금과 예금보험공사의 예금보험기금의 채권 발행으로 조달된다. 그리고 원리금 지급 보증은 국회의 동의를 거쳐 이루어진다. 이 때 발행 채권의 이자와 원금 손실은 예산으로 충당하게 된다. 넓은 의미로 보았을 때, 공적 자금은 회수가 되지 않을 경우 국가가 부담해야 하는 성격을 가지고 있는 공공자금도 포함한다.

## 공적자금Ⅰ

### 1차 공적자금 투입시기
1997년 IMF 외환위기가 발생하자 정부는 IMF에 구제금융을 신청하였고 IMF는 구제금융 지원의 조건으로 강도 높은 금융 및 기업 구조조정을 실시하도록 요청하였다. 이에 따라 정부는 IMF와 양해각서(MOU)를 체결하면서 종합적이고 체계적인 구조개혁 프로그램을 마련·실행하게 된다. 공적자금은 이러한 배경 하에 조성되었다. 종합금융회사은 물론 기아·한보철강 등의 연쇄부도로 재무건전성이 크게 저하된 제일·서울은행 등의 정상화를 위해 국회동의를 받아 1차로 조성된 64조원의 채권발행자금 등으로 금융구조조정을 수행한 시기였다.

### 2차 공적자금 투입시기
두 번째 시기는 대우그룹 계열사의 부도로 금융시장의 신뢰성이 떨어지고 신용경색 현상이 만연하였던 2000∼2001년으로, 대우계열사의 손실이 확정되면서 2000년 12월 40조원의 공적자금이 추가로 조성되었다. 정리하면 1998∼1999년에는 91조 1천억원이, 2000∼2001년에는 64조 2천억원의 공적자금이 투입된 것이다.
2000년말 김대중 정부와 국회는 공적자금의 조성·운용·관리의 투명성과 객관성을 높이고 공적자금을 효율적으로 사용하기 위하여「공적자금관리특별법」을 제정하였다. 과거에는 공적자금의 관리가 재정경제부, 금융감독위원회, 예금보험공사 및 자산관리공사로 다원화되어 있어 체계적인 관리가 미흡하였기 때문이었다. 한때 법원에서 해당 법안이 위헌소지가 있다고 주장했으나, 헌법재판소에서는 합헌결정을 내렸다.

### 회수시기
2002년 6월 27일 정부가 발표한 공적자금 상환대책을 요약하면, 156조원중 회수할 없는 69조원은 금융기관이 20조원, 재정에서 49조원을 25년에 걸쳐 상환한다는 것이다.
2002년 이후 공적자금이 투입된 금융기관들이 수익성·건전성을 회복함에 따라 정부는 채권 매각을 통한 은행 민영화 등의 방식을 이용하여 공적자금을 회수하는데 주력하였다. 구체적으로 조흥은행의 경우, 신한금융지주에 매각하여 2009년 6월말까지 총 4조 2,001억원을 회수함으로써 지원된 공적자금을 초과하여 회수하였다. 이외에도 스탠다드차타드은행의 정부 및 예금보험공사 지분을 매각하여 3조 1,470억원을 회수하였다.
공적자금 12조 7,663억원가량 지원 받은 우리금융지주의 경우, 2001년 4월 출범하고 2002년 코스피상장 통해서 주식 매각 및 배당금 지급 받는 방식으로 회수해왔다. 2024년 3월 공적자금관리위원회 의결을 거쳐 공사가 보유한 잔여지분 936만주 전량을 우리금융지주 앞으로 매각하여 1,366억원을 회수하였다. 이로써 공사가 보유하고 있던 우리금융지주 지분을 26년만에 전량 매각 완료하여, 총 13조 163억원가량 회수함으로써 지원된 공적자금을 초과하여 회수하였다.
2023년 3월 31일 금융위원회에서 발표한 '공적자금 정기 재계산 결과'에 따르면, 2002년 6월말 기준 정부와 금융권이 갚아야 할 잔여 공적자금(상환만기 2027년)은 12조 6천억원이라고 발표했다.
2024년 7월 24일 금융위원회는 '2024년 2·4분기 공적자금 운용현황'을 통해 24년 6월말 누적 공적자금 회수율이 71.9%를 달성했다고 발표했다.

## 공적자금Ⅱ
2008년 글로벌 금융위기에 따른 금융시장 불안해소 등을 위하여 2009년 5월 한국자산관리공사에서 구조조정기금을 설치했다. 2014년 12월말 종료될 때까지 공적자금 6조 1,693억원을 지원하여 6조 5,359억원을 회수했다. 구체적으로 들여다보면, 금융구조조정 부문에는 5조 6430억원 지원해서 5조 8,633억원가량 회수했다. 기업구조조정 부문에는 2014년말 현재 해운사 선박 및 미분양 아파트 인수를 위해 선박투자회사 및 미분양리츠ㆍ펀드에 5,263억원 지원해서 6,726억원가량 회수했다.